# Filodendron

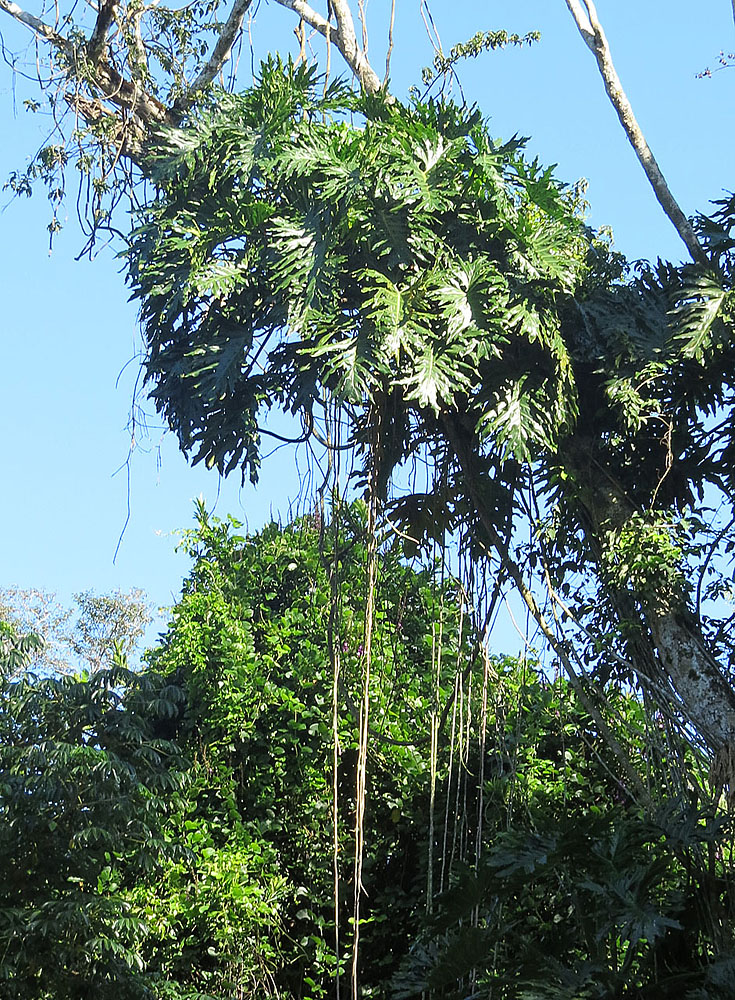
Filodendron Thaumatophyllum bipinnatifidum v přirozeném prostředí

Filodendron (Philodendron) je rod rostlin z čeledi árónovité. Jsou to malé až robustní, vytrvalé byliny s celistvými nebo členěnými, řapíkatými listy a drobnými květy v palicovitých květenstvích obalených toulcem. Plodem je bobule. V přírodě rostou jako epifyty a poloepifyty v korunách stromů, ale i na skalách, pevné zemi a v bažinách. Mají zajímavý způsob opylování, spojený s tvorbou tepla.
Rod zahrnuje asi 500 druhů a je rozšířen výhradně v tropické Americe.
Filodendrony jsou známé především jako pokojové rostliny. Byla vypěstována řada kultivarů a hybridů. V tropech se pěstují i jako venkovní okrasné rostliny. Obsahují jehlice šťavelanu vápenatého a při požití způsobují podráždění trávicí soustavy.
V roce 2018 bylo celkem 21 druhů přeřazeno do nového rodu Thaumatophyllum, a to včetně pěstovaných druhů T. bipinnatifidum a T. speciosum. Pro oba rody je zatím používáno české jméno filodendron.

## Popis
Filodendrony jsou drobné až značně rozměrné, stálezelené, jednodomé byliny. Stonek je dlouhý nebo zkrácený, nezřídka šplhavý nebo plazivý, často se vzdušnými kořeny. Výjimečně může být stonek vzpřímený a rostlina má stromovitý vzrůst.
Listy jsou celistvé nebo různým způsobem laločnaté až hluboce členěné (výjimečně znoženě složené), s dlouhými, poněkud sukulentními řapíky a na bázi s krátkou pochvou. Květenstvím je palice podepřená toulcem. Květenství jsou jednotlivá nebo ve skupinách po několika, zpravidla krátce stopkatá. Toulec bývá mezi spodní, zavinutou částí a horní člunkovitou částí zaškrcený.
Palice je přisedlá nebo stopkatá, složená z jednopohlavných, bezobalných květů. Ve spodní části je zóna samičích květů, nahoře zóna samčích květů. Obě zóny jsou obvykle odděleny pásem sterilních květů se staminodii. Výjimečně je zóna sterilních květů i na vrcholu palice. V samčích květech je 2 až 6 tyčinek. Semeník samičích květů obsahuje nejčastěji 4 až 8 komůrek, může jich ale být i mnohem více. V každé komůrce je 1 až mnoho vajíček. Plodem je bílá, oranžová nebo červená, vejcovitá až téměř válcovitá bobule obsahující drobná až poměrně velká semena. Semena jsou podlouhle vejcovitá až elipsoidní, většinou bez míšku.

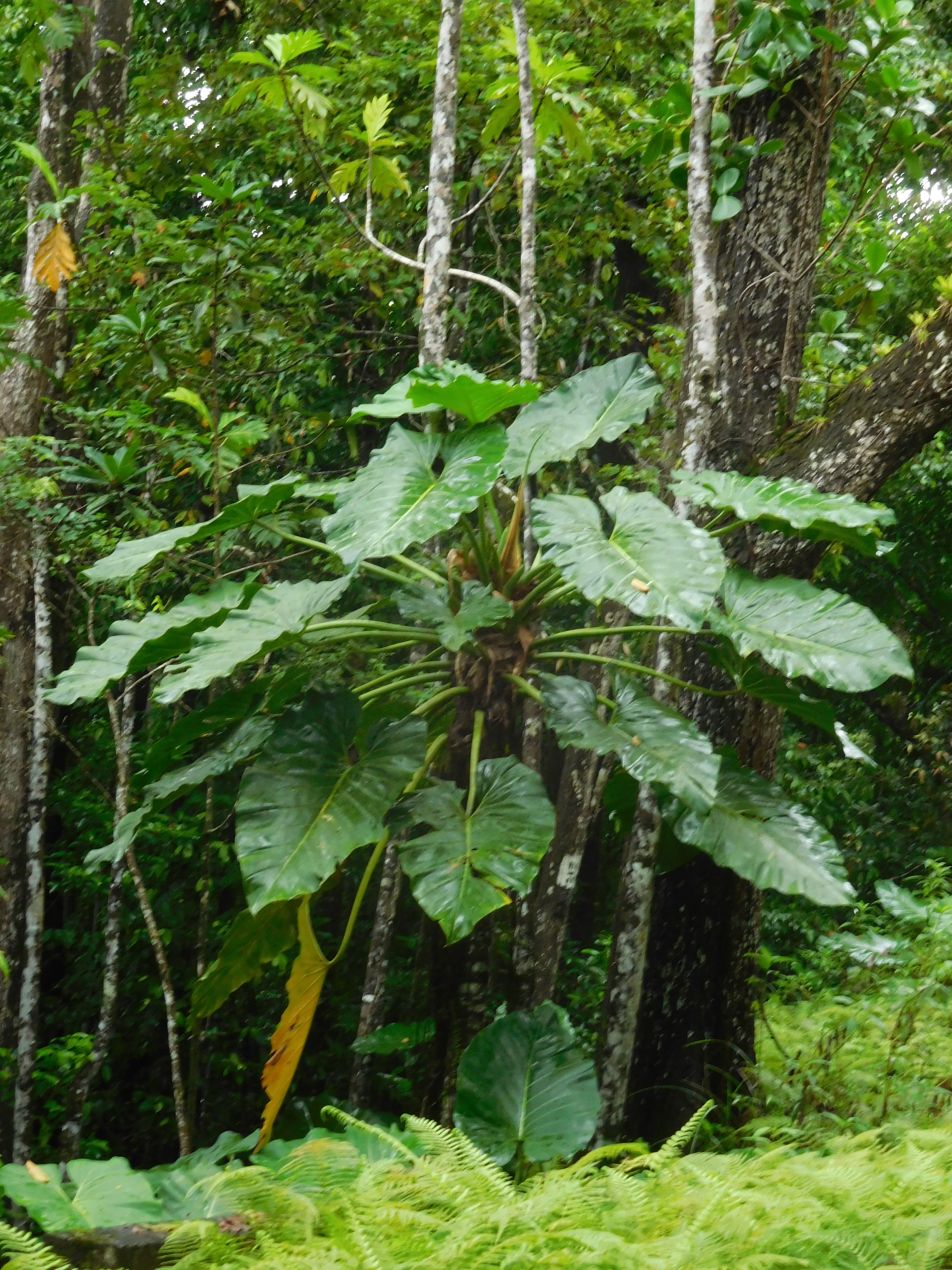
Philodendron giganteum
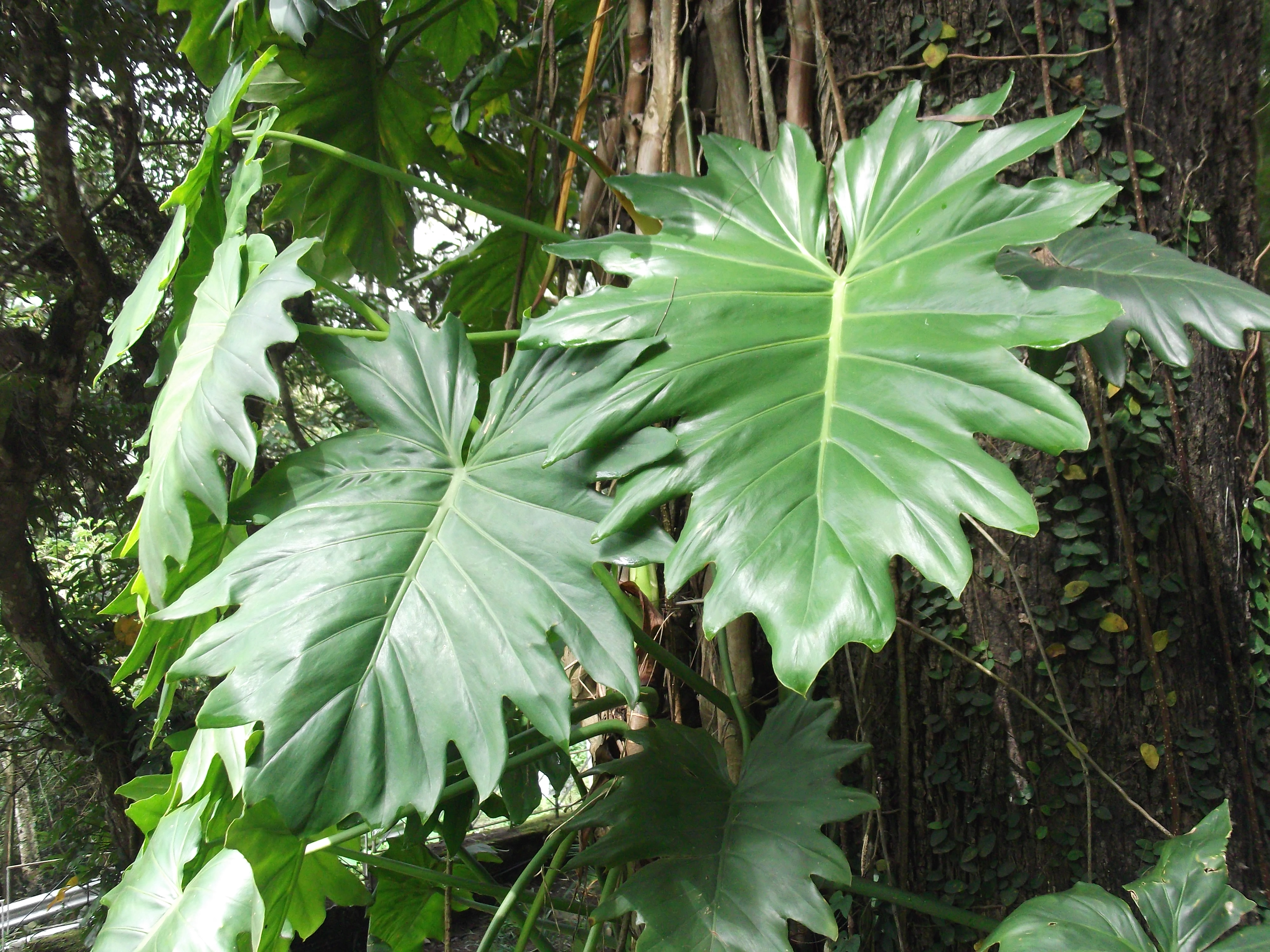
Listy Philodendron lacerum
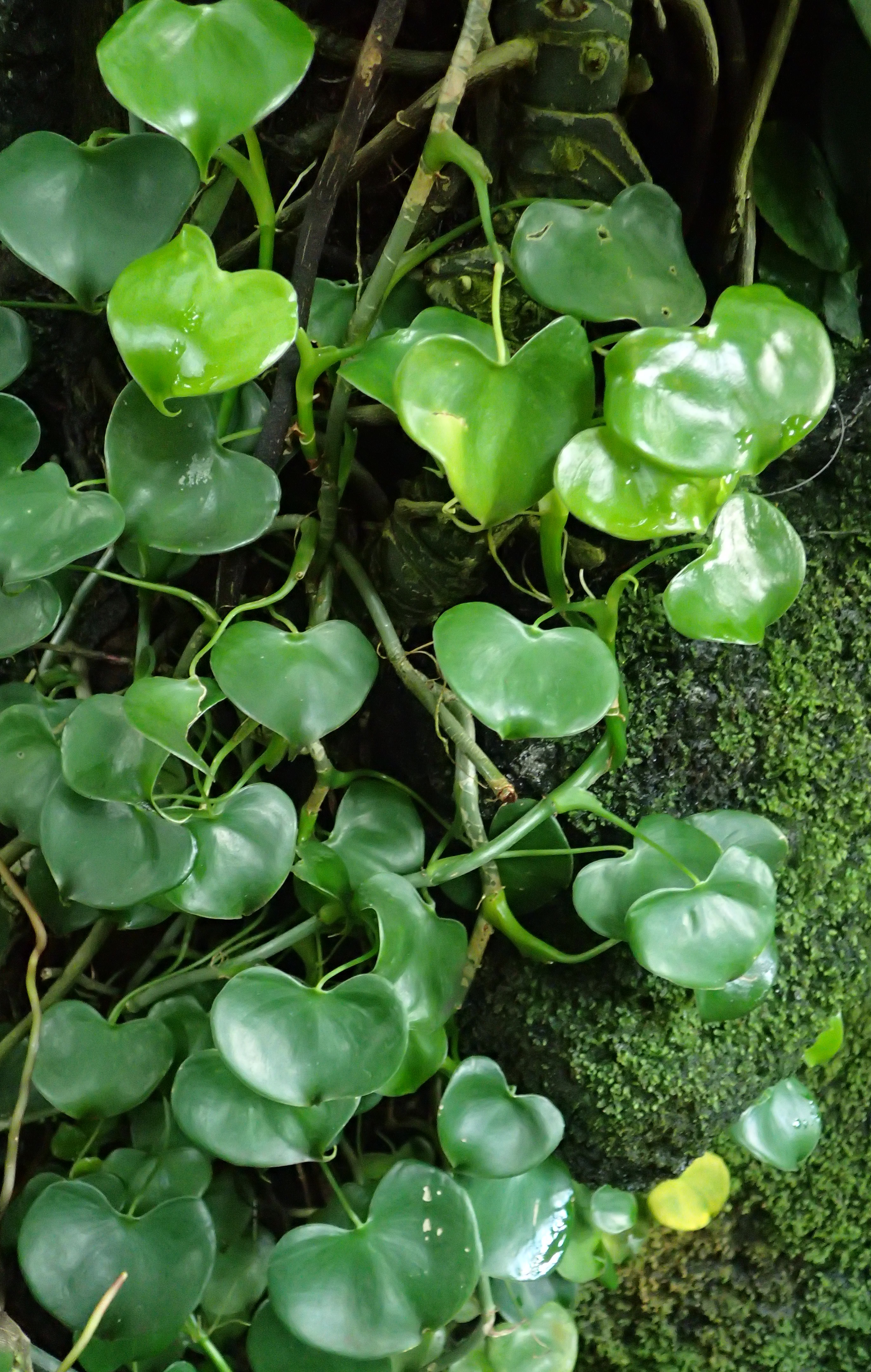
Philodendron grazielae
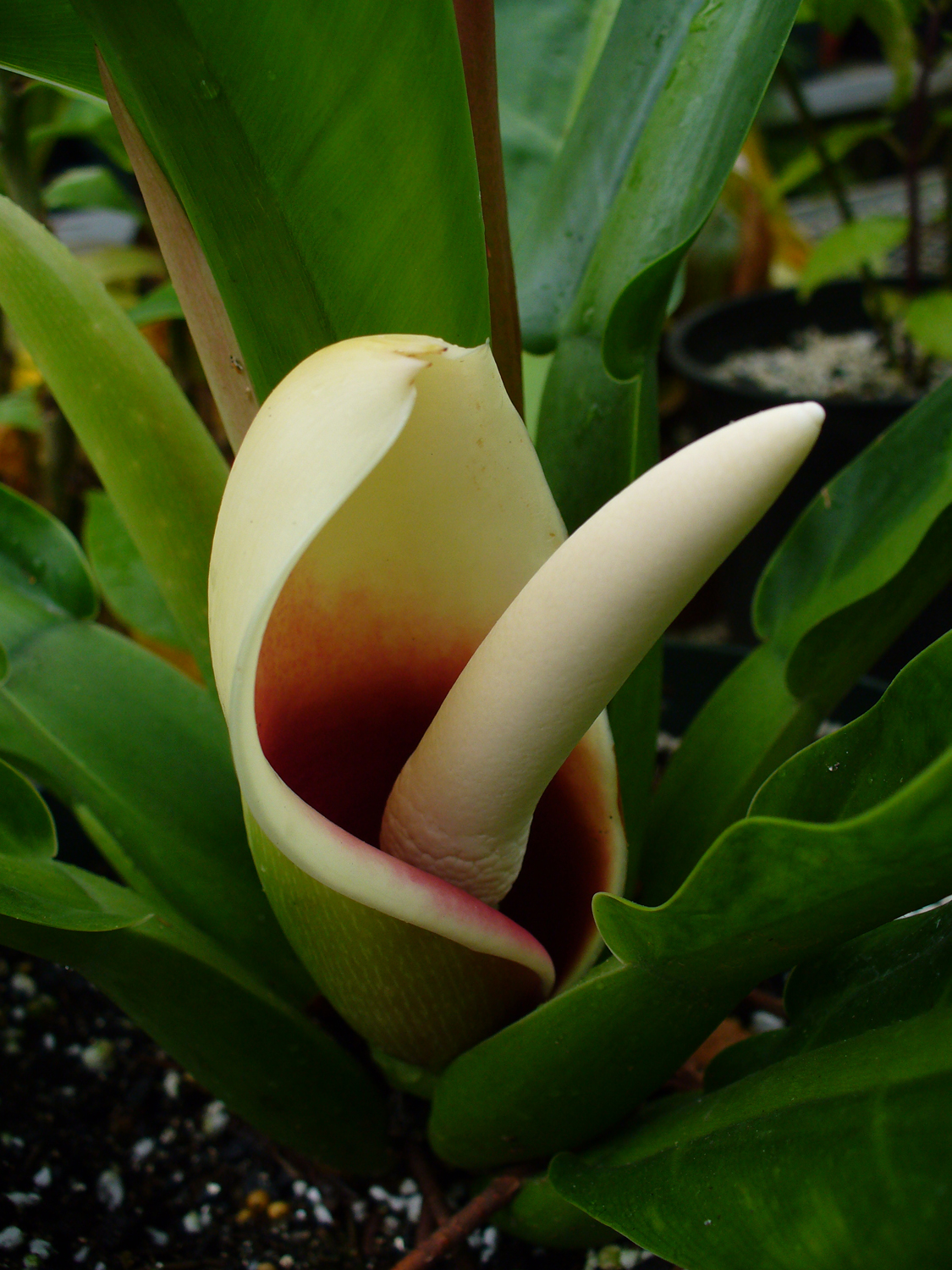
Květenství Philodendron martianum
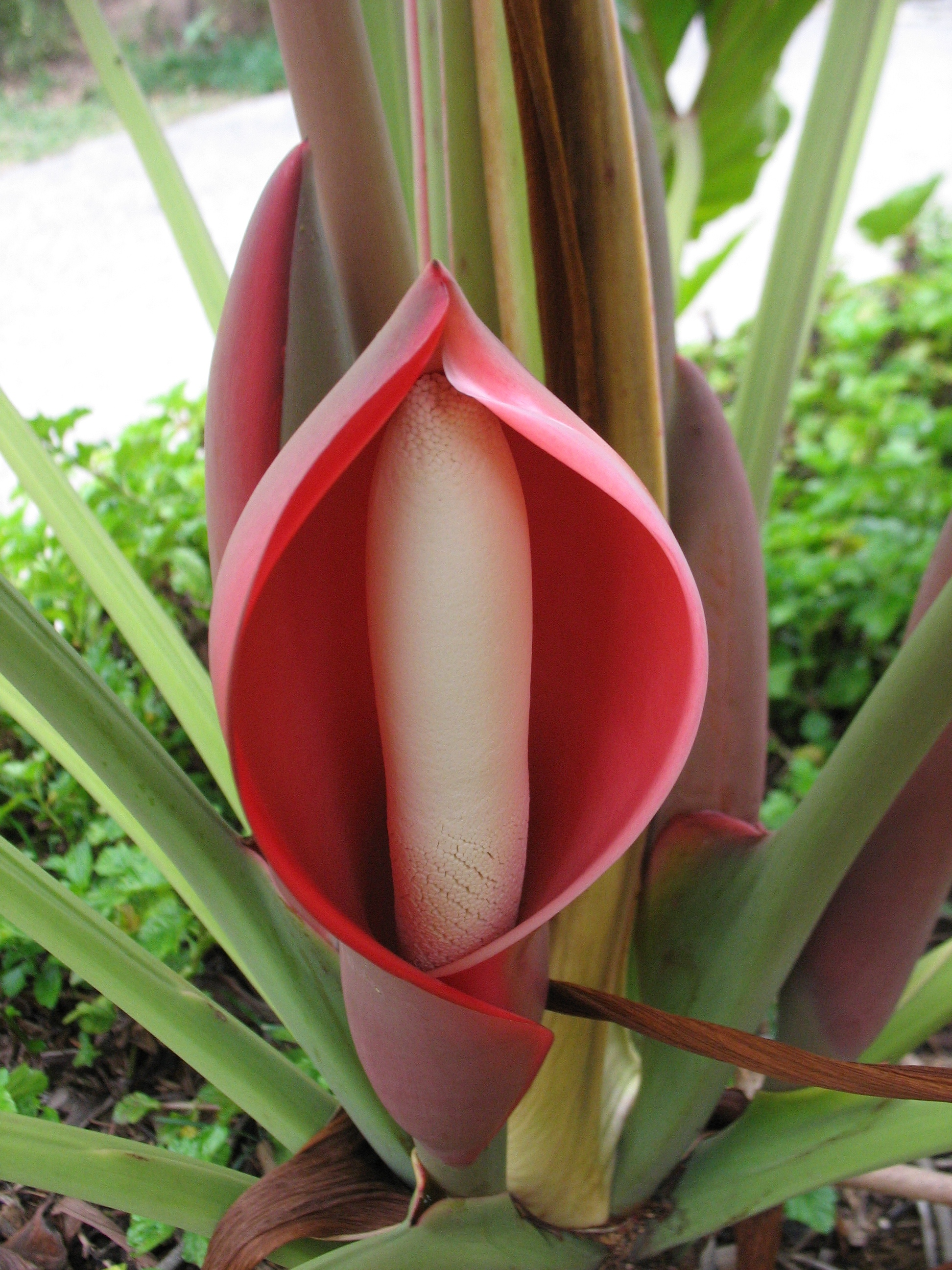
Květenství Philodendron undulatum
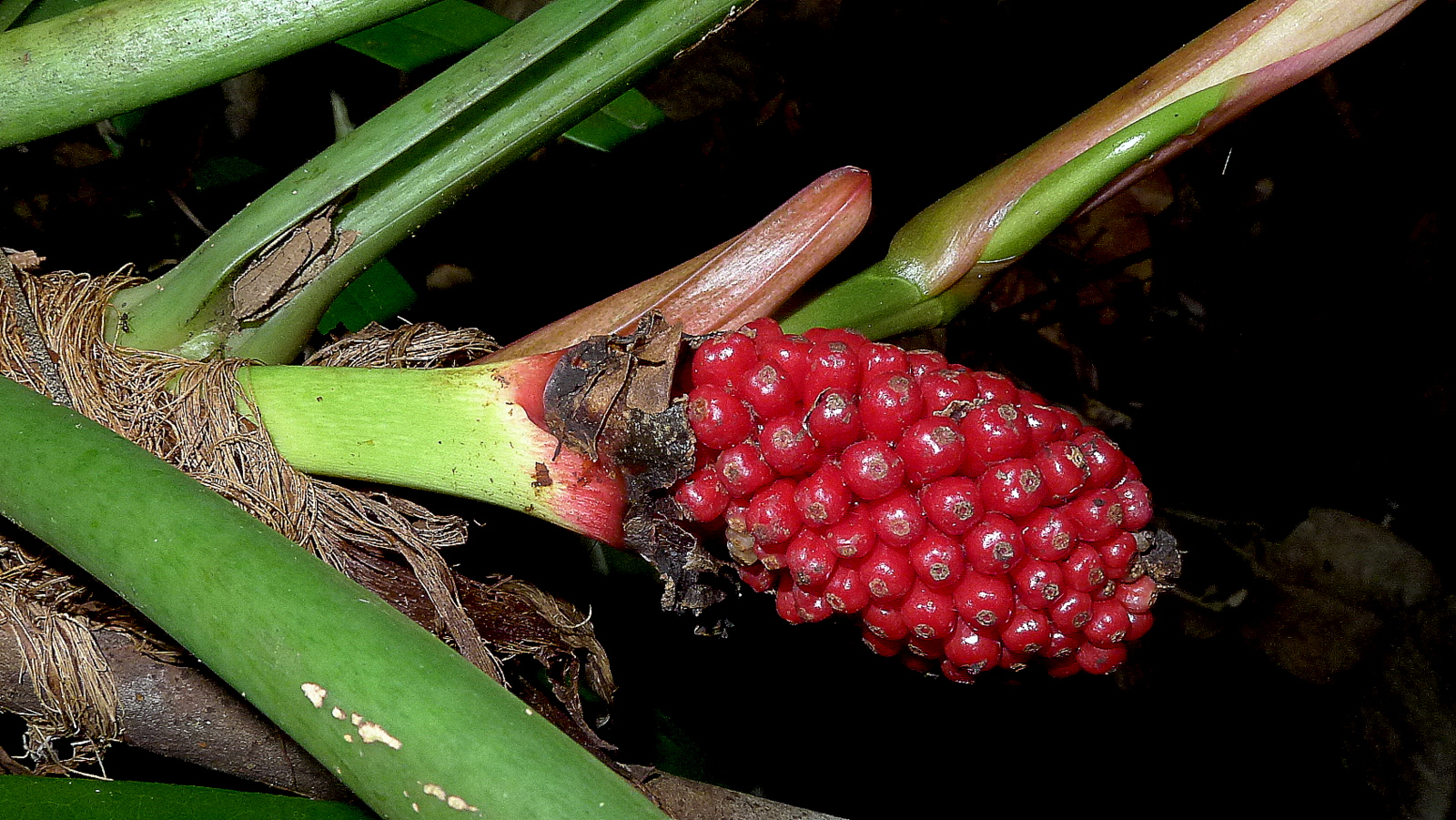
Plodenství Philodendron fragrantissimum

## Rozšíření

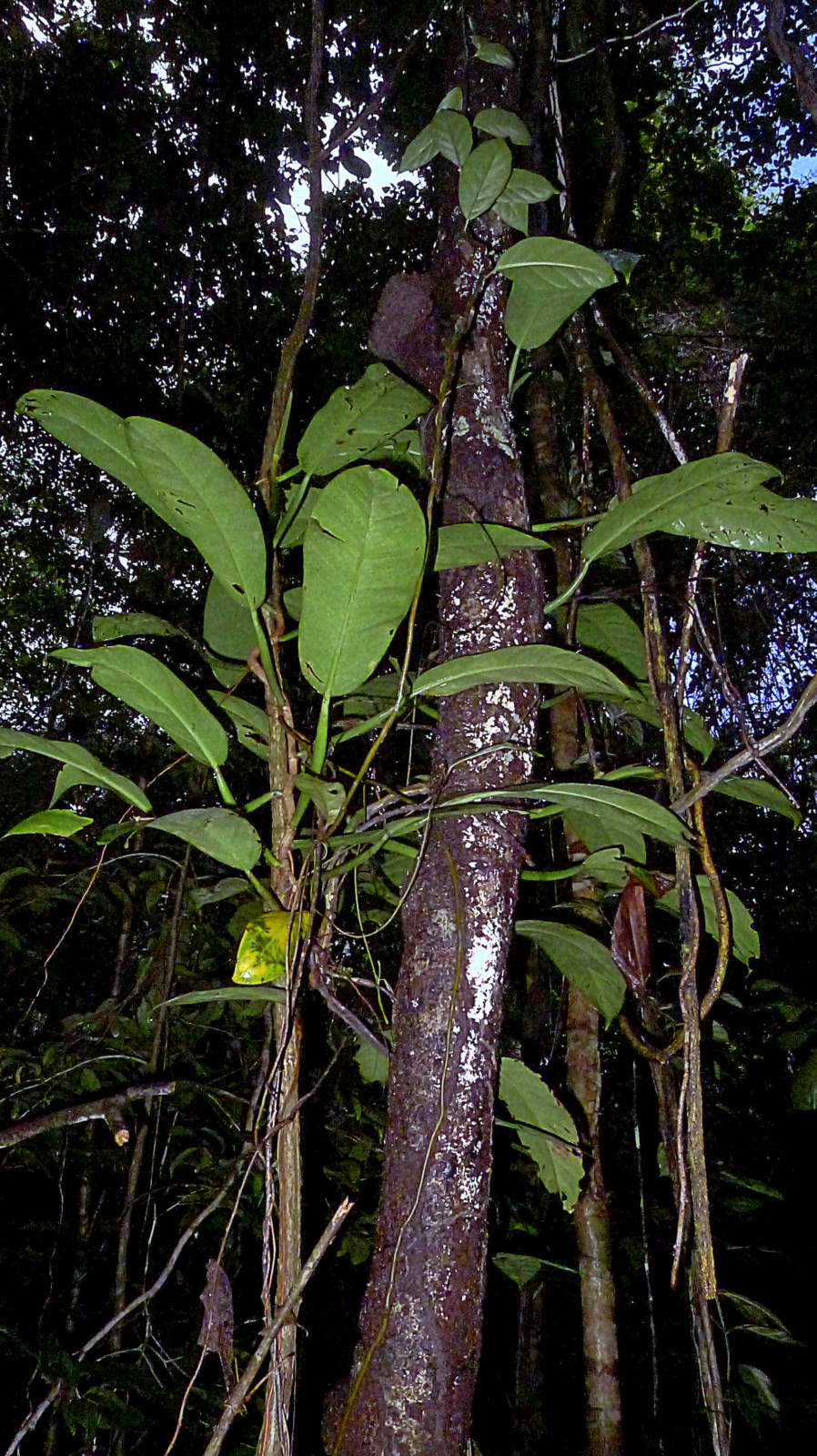
Philodendron blanchetianum v brazilském altlantickém lese

Rod zahrnuje asi 482 až 538 popsaných a uznávaných druhů, celkový počet je ale vyšší a je odhadován asi na 700. Je to druhý největší rod čeledi árónovité. Je rozšířen výhradně v tropické Americe. Areál sahá od severního Mexika přes Střední Ameriku po Paraguay a severní Argentinu a zahrnuje i Karibské ostrovy. Centrum druhové diverzity je v Brazílii.
Filodendrony rostou zejména v tropických deštných lesích, méně často pak v řídkých tropických lesích (východobrazilský atlantický les), bažinách a podél vodních toků. Rostou jako epifyty či poloepifyty na stromech, jako litofyty na skalách a útesech, nebo jako oddenkové byliny na pevné zemi či v bažinách. Vyhledávají zejména stinná stanoviště.

## Ekologické interakce
Filodendrony mají zajímavý specializovaný způsob opylování, který je obdobný u rodu Philodendron i Thaumatophyllum a je spojen s výraznou tvorbou tepla (termogeneze). Jejich květenství vyhledávají vrubounovití brouci rodů Cyclocephala a Erioscelis z podčeledi Dynastidae, přičemž každý druh filodendronu je zpravidla spojen s určitým druhem brouka.
V květenstvích nejprve dozrávají samičí květy a až poté nastává samčí fáze kvetení, při níž se uvolňuje pyl ze samčích květů. Tento mechanismus zabraňuje samoopylení. Tvorba tepla začíná při otevírání toulce a vrcholí ve večerních hodinách následujícího dne v samičí fází kvetení. Květenství v souvislosti se zvýšenou teplotou šíří silnou vůni a láká poletující bouky, kteří se v něm shromažďují a konzumují sterilní květy a exudát z květů. Teplota v květenství může okolní teplotu přesahovat až o 24 °C. Nejvyšší naměřená teplota dosahovala u druhu Thaumatophyllum bipinnatifidum 43 °C, což je v rámci rostlinné říše dosud nejvyšší, rekordní zjištěná hodnota související s termogenezí. Po skončení samčí fáze kvetení květenství vychládá a brouci se rozletují vyhledat nový zdroj tepla a potravy.
Listy filodendronů jsou zřídka napadány býložravým hmyzem. Plody filodendronů konzumují plodožraví netopýři (např. Rhinophylla pumilio, Carollia brevicauda, C. perspicillata, Sturnira tildae, S. lilium).
Také výhony a plody Thaumatophyllum bipinnatifidum vyhledávají opice a netopýři.

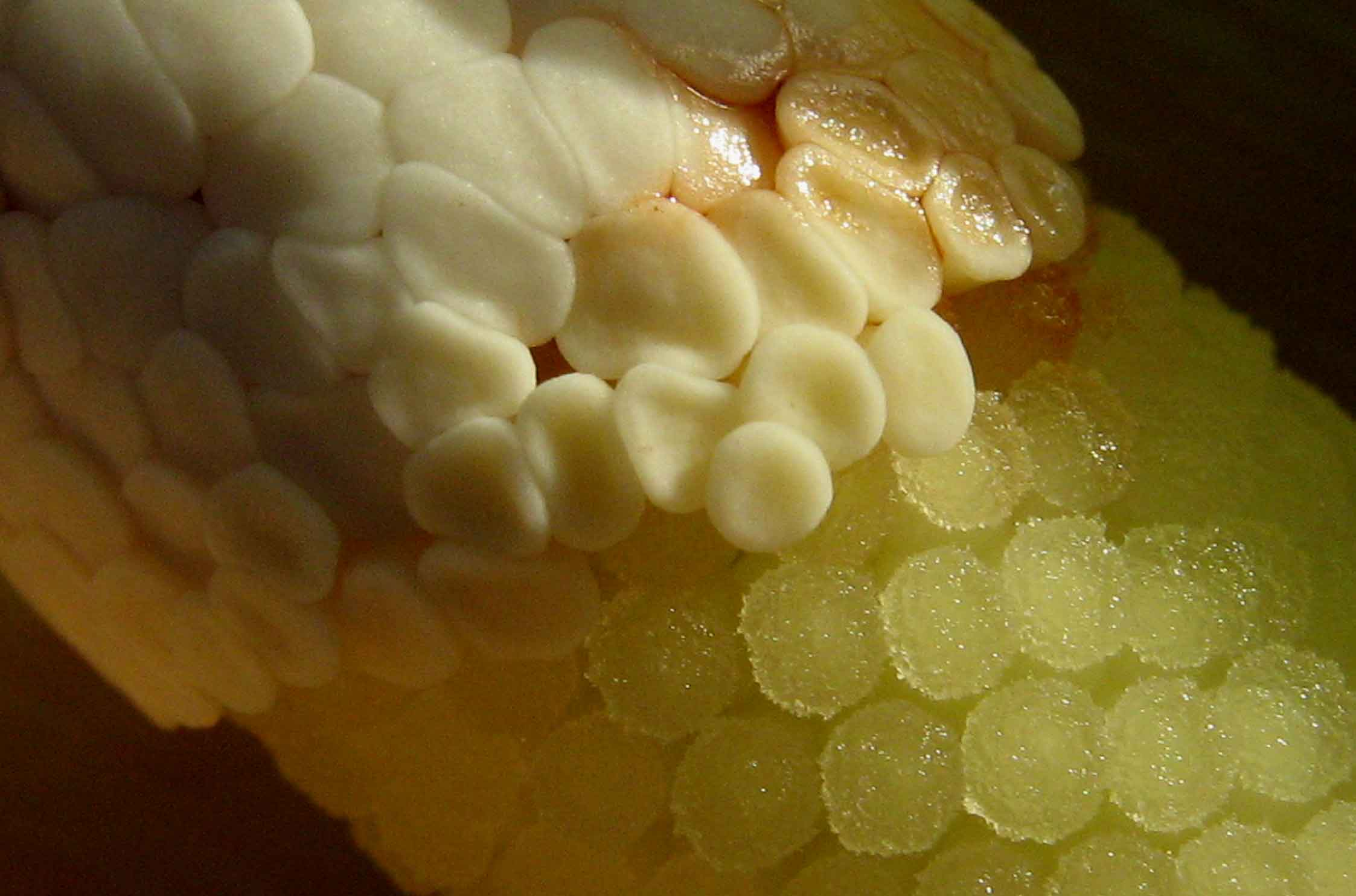
Samčí a samičí zóna květů Philodendron acutatum
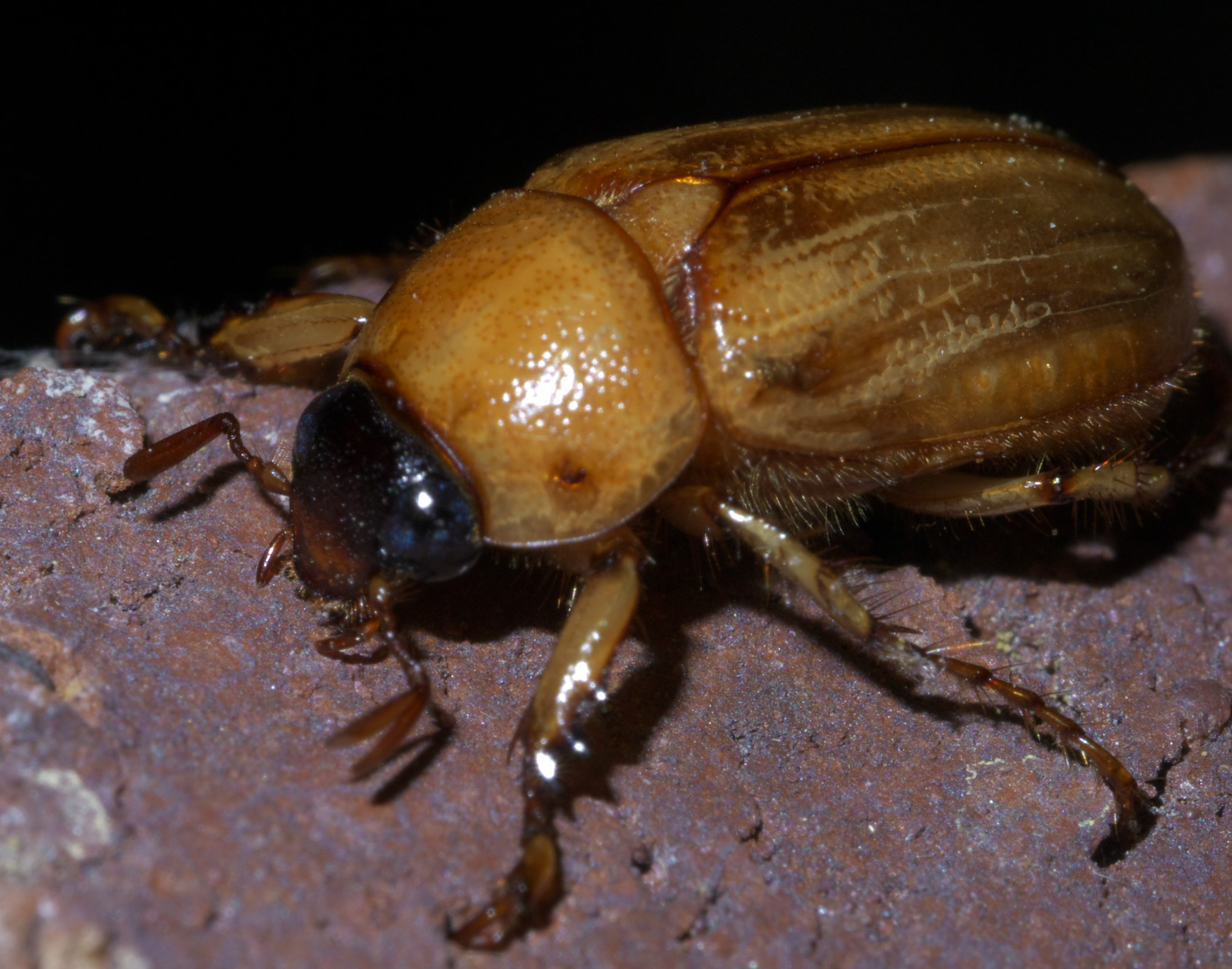
Nosorožíkovitý brouk rodu Cyclocephala

## Prehistorie
K diverzifikaci rodu Philodendron došlo v období raného až středního miocénu v oblasti Amazonie. Později se rozšířil i do východobrazilského atlantického lesa a suchých křovinatých biotopů (cerrado, caatinga).

## Obsahové látky a jedovatost
Filodendrony obsahují podobně jako celá řada jiných árónovitých rostlin (z pokojových např. difenbachie, toulitky a toulcovky) v pletivech jehlicovité krystaly (rafidy) šťavelanu vápenatého, které způsobují po požití rostliny podráždění ústní dutiny a trávicího traktu. Mimo vlastního dráždivého efektu otevírají rafidy cestu do sliznic různým toxickým složkám obsaženým v rostlinné šťávě, jako jsou prostaglandiny, histamin a proteolytické enzymy. U lidí se otrava projevuje podrážděním trávicího traktu doprovázeným nevolností, zvracením a průjmem, často se ale po požití žádné zjevné příznaky nedostaví. Mezi rostlinami, jejichž požití je ve Spojených státech konzultováno s toxikologickými centry, zaujímají filodendrony 2. místo (na prvním místě jsou toulcovky) a převážná většina případů se týká dětí. U domácích zvířat se otrava projevuje zejména sliněním, zánětlivým opuchnutím sliznic, zvracením a několikadenní ztrátou chuti k jídlu. V lehčích případech příznaky zpravidla za několik dní odezní a zásah veterináře nebývá nutný. Ve vážných případech spočívá léčba v podávání protizánětlivých prostředků. Mimo dráždivého působení rafidů na sliznice byl pozorován také neurotoxický a nefrotoxický účinek, a to zejména u koček. Šťáva některých druhů filodendronu může při kontaktu s pokožkou (zejména opakovaném - senzibilace) způsobit dermatitidu. Pokud se dostane do oka, může dojít k závažnému zánětu spojivek.

## Taxonomie
Rod Philodendron je v rámci čeledi Araceae řazen do podčeledi Aroideae a tribu Philodendreae. V minulosti byl členěn do tří podrodů: Meconostigma, Philodendron a Pteromischum. Za nejblíže příbuzný rod byl považován rod Homalomena, rozšířený v tropické Americe a Asii. Výsledky fylogenetických studií ukázaly, že rod Homalomena v klasickém pojetí je parafyletický a asijské a americké druhy představují dvě samostatné vývojové větve. V roce 2016 byly americké druhy tohoto rodu (celkem 16 druhů) vyčleněny do rodu Adelonema. V roce 2018 byla z rodu Philodendron vyčleněna sekce Meconostigma (21 druhů) do samostatného rodu Thaumatophyllum. Od rodu Philodendron s.str. se odlišuje jak morfologicky (stromovitý vzrůst, dobře vyvinutá zóna sterilních květů v květenství, laloky na blizně, znaky na cévních svazcích), tak i ekologií (preference otevřených, slunných biotopů). Do tohoto nového rodu náležejí i některé známější a pěstované druhy filodendronů, jmenovitě T. bipinnatifidum a T. speciosum.

### Vývojové vztahy roduPhilodendron
|  | Adelonema (= americká větev rodu Homalomena s.l.)                                                             |
|  | |
|  | \| \| Thaumatophyllum (= Philodendron subgen. Meconostigma) \| \| \| \| \| \| Philodendron s.str. \| \| \| \| |
|  | |
|  | Thaumatophyllum (= Philodendron subgen. Meconostigma)                                                         |
|  | |
|  | Philodendron s.str.                                                                                           |
|  | |

|  | Thaumatophyllum (= Philodendron subgen. Meconostigma) |
|  |                                                       |
|  | Philodendron s.str.                                   |
|  |                                                       |

|  | Adelonema (= americká větev rodu Homalomena s.l.)                                                             |
|  | |
|  | \| \| Thaumatophyllum (= Philodendron subgen. Meconostigma) \| \| \| \| \| \| Philodendron s.str. \| \| \| \| |
|  | |
|  | Thaumatophyllum (= Philodendron subgen. Meconostigma)                                                         |
|  | |
|  | Philodendron s.str.                                                                                           |
|  | |

|  | Thaumatophyllum (= Philodendron subgen. Meconostigma) |
|  |                                                       |
|  | Philodendron s.str.                                   |
|  |                                                       |

## Význam

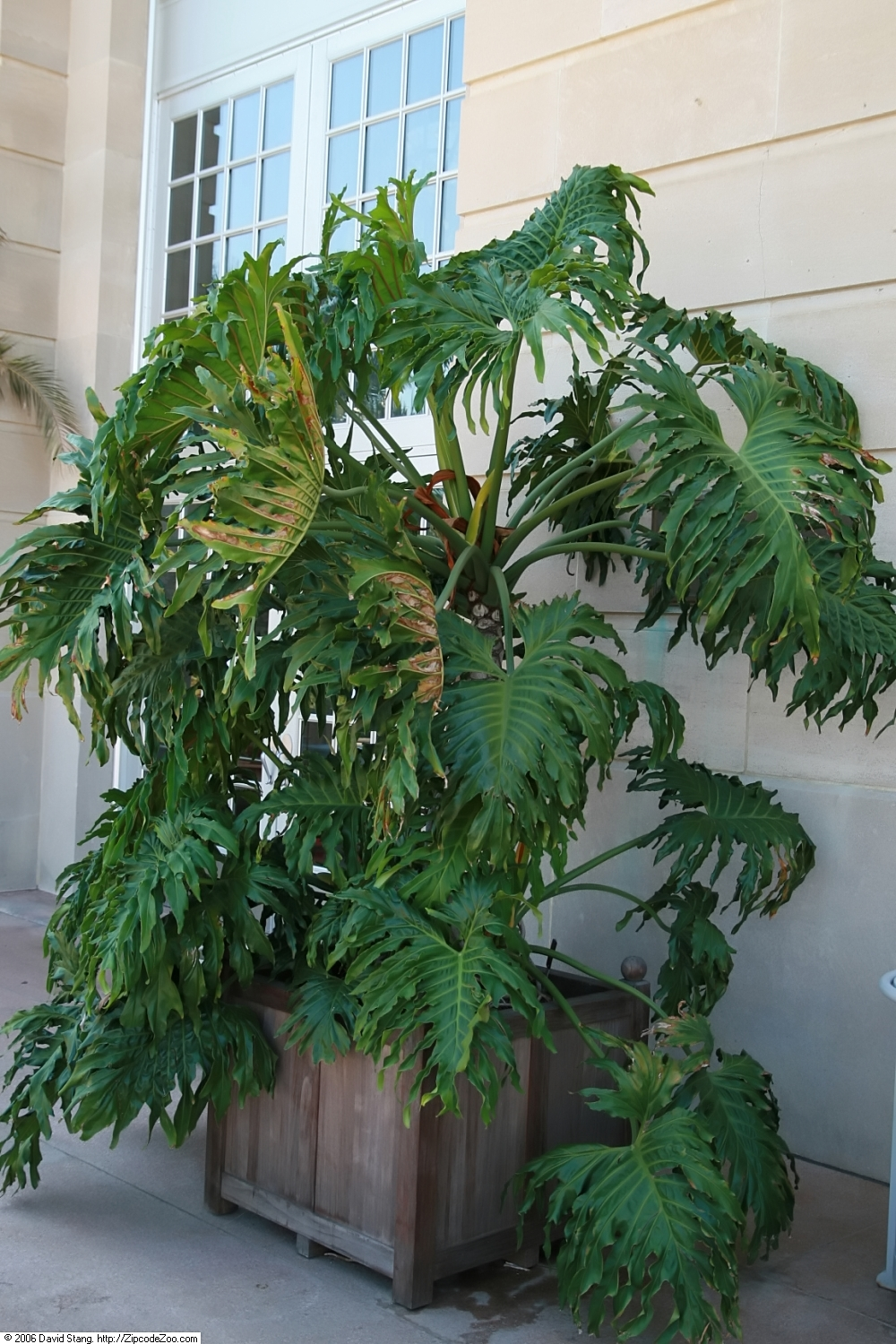
Thaumatophyllum (Philodendron) bipinnatifidum

Filodendrony náležejí mezi často pěstované a oblíbené pokojové rostliny. Jsou vesměs nenáročné a snesou i stinné stanoviště. Většina druhů nemá ráda přímé sluneční světlo, některé mají vyšší nároky na vzdušnou vlhkost. Byla vypěstována i řada hybridů, často s nejasným původem. Hybridní rostliny většinou nekvetou. Asi nejčastěji pěstovaným druhem je Philodendron hederaceum, známý pod starším názvem Philodendron scandens. Z dalších druhů se pěstuje např. Philodendron erubescens, P. hastatum a P. laciniatum.
V tropech se filodendrony pěstují i jako venkovní okrasné rostliny. Potřebují vlhkou půdu a teploty neklesající pod 13 až 16 °C.
Rozměrné listy má vzpřímeně rostoucí Thaumatophyllum bipinnatifidum (syn. Philodendron bipinnatifidum, P. selloum, P. lundii), T. speciosum a jejich kříženec, T. × evansii. Znožené listy neobvyklého vzhledu má P. goeldii.
Tekutinu, kterou monstery a filodendrony produkují při kvetení, využívají včely rodu Meliponula při stavění úlů. Některé národy původních obyvatel Jižní Ameriky tuto tekutinu používají na těsnění foukaček.
Přestože plody filodendronu mohou obsahovat krystaly šťavelanu vápenatého, u některých druhů se běžně jí, jako například u Thaumatophyllum bipinnatifidum.
Vzdušné kořeny některých druhů se používají jako lana.
Listy filodendronu tvoří 3,1 % listů, které sní vřešťan rezavý.
Listy a stonky neznámého druhu filodendronu také používá amazonský národ Barasana při výrobě šípového jedu kurare.

## Pěstování
Filodendrony lze při teplejším počasí pěstovat venku na stinných místech. Daří se jim v lehce vlhké zemině s vysokým podílem organických složek. V mírnějším klimatu je lze pěstovat v zemině v květináčích, nebo, jako například v případě druhu Philodendron oxycardium, v hydroponii. Pokud jsou rostliny pěstovány vevnitř, daří se jim při teplotách okolo 15 až 18 °C a snáší i horší světelné podmínky než některé jiné pokojové rostliny. Přesto se jim ale lépe daří na světlých místech. Pravidelné utírání listů vodou odstraní prach a pomůže při prevenci napadení škůdci. Pokud má rostlina pěstovaná v květináči už dobře vyvinutý kořenový systém, je dobré ji zhruba jedenkrát za dva týdny hnojit hnojivem ve slabší koncentraci.

### Množení
Rostlinu lze množit stonkovými řízky, které mají ideálně alespoň dvě kolénka. Tyto řízky poté koření například v perlitu nebo v rašeliníku. Nejlépe budou kořenit ve sklenících, kde budou mít odspodu teplotu zhruba 21–24 °C. Během kořenění by řízky neměly být vystavovány přímému slunci. Jakmile řízky zakoření, mohou být přesazeny do větších květináčů se zeminou, v teplejších klimatech případně venku do přímo země. Většina stonkových řízků, hlavně z plazivých rostlin, zakoření také ve vodě. Dostačující kořenový systém se vyvine průměrně za 4–5 týdnů a poté je možné rostlinu přesadit do zeminy.

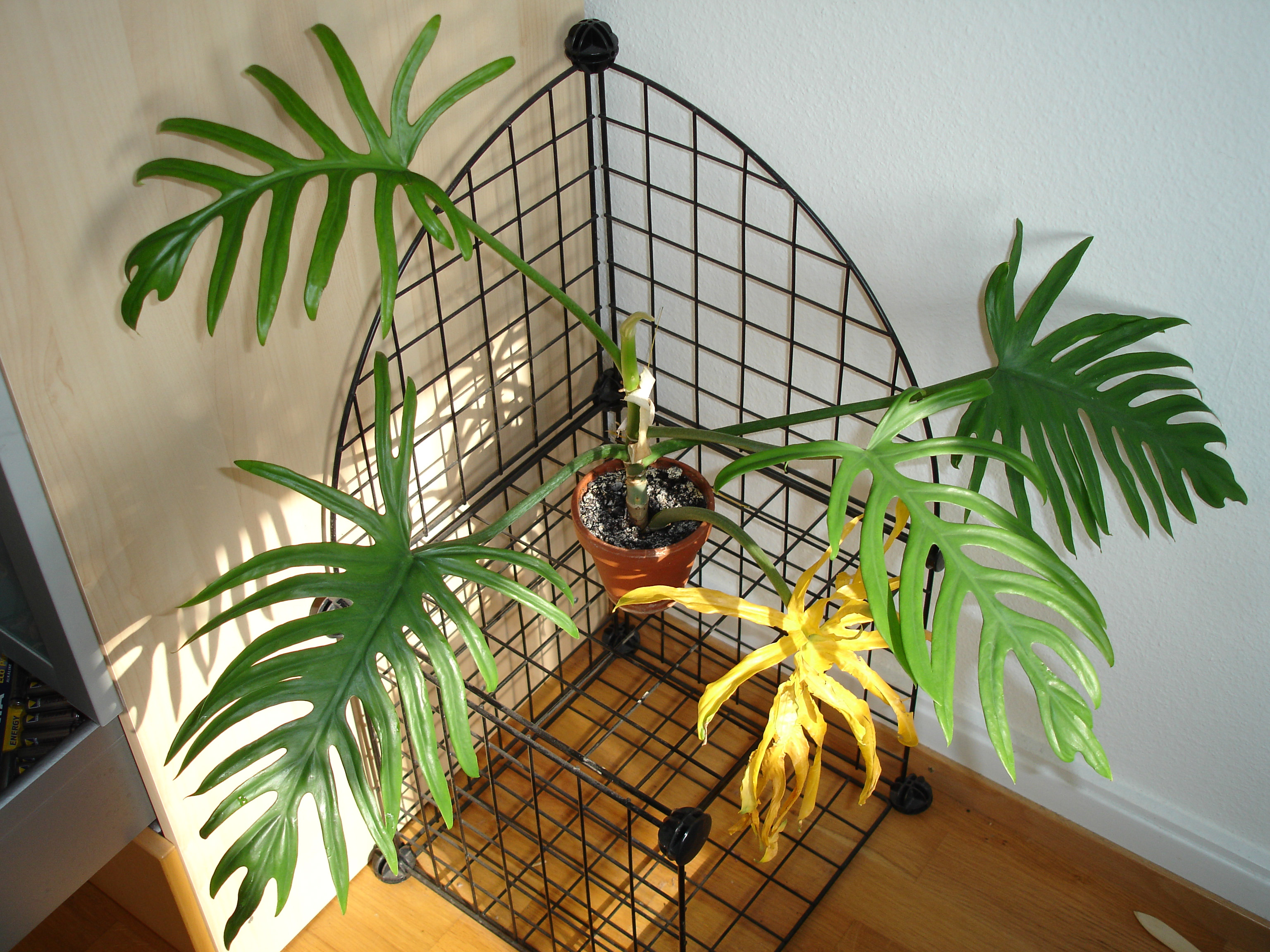
Philodendron elegans jako pokojová rostlina
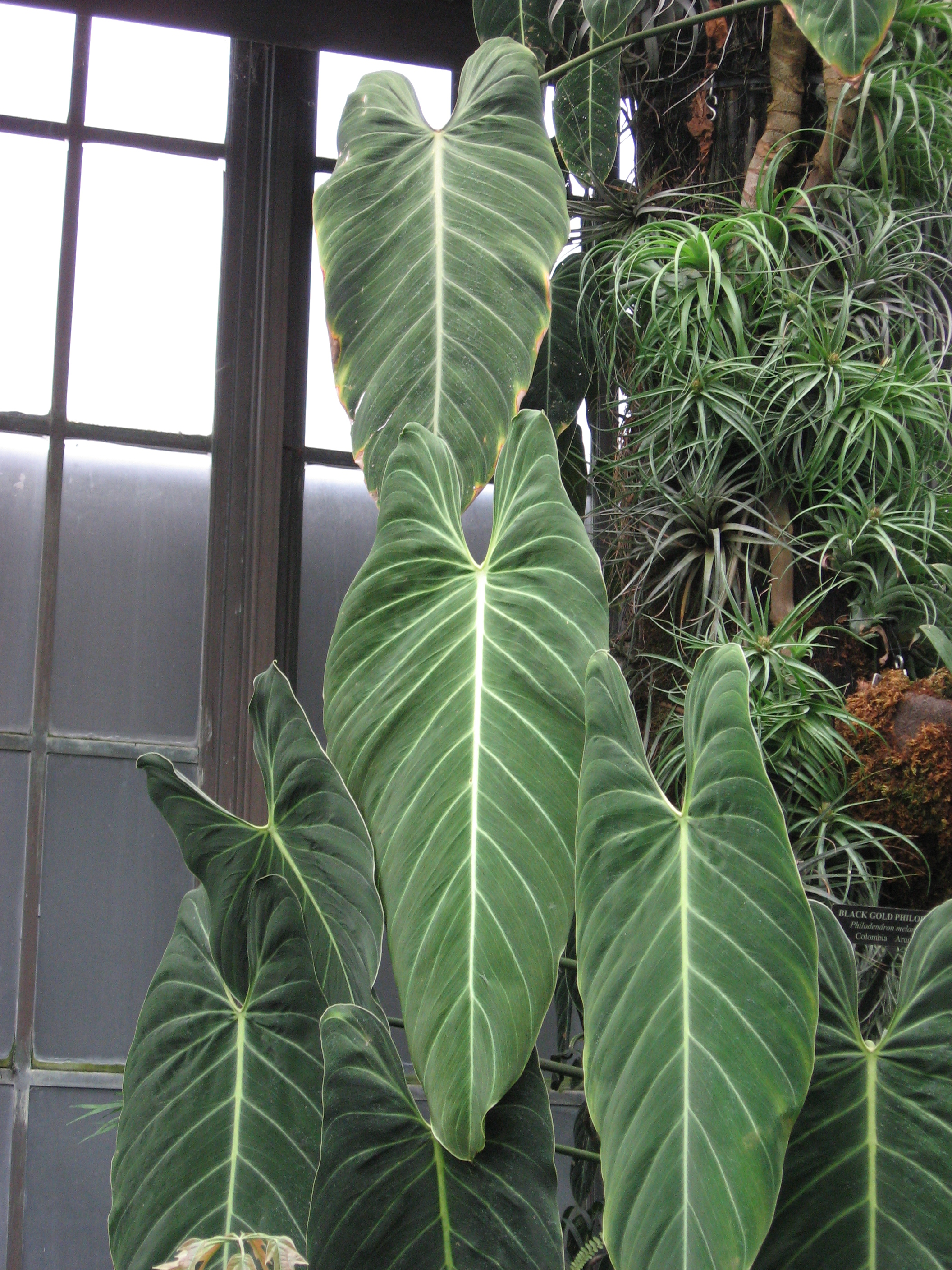
Pohledné olistění Philodendron melanochrysum
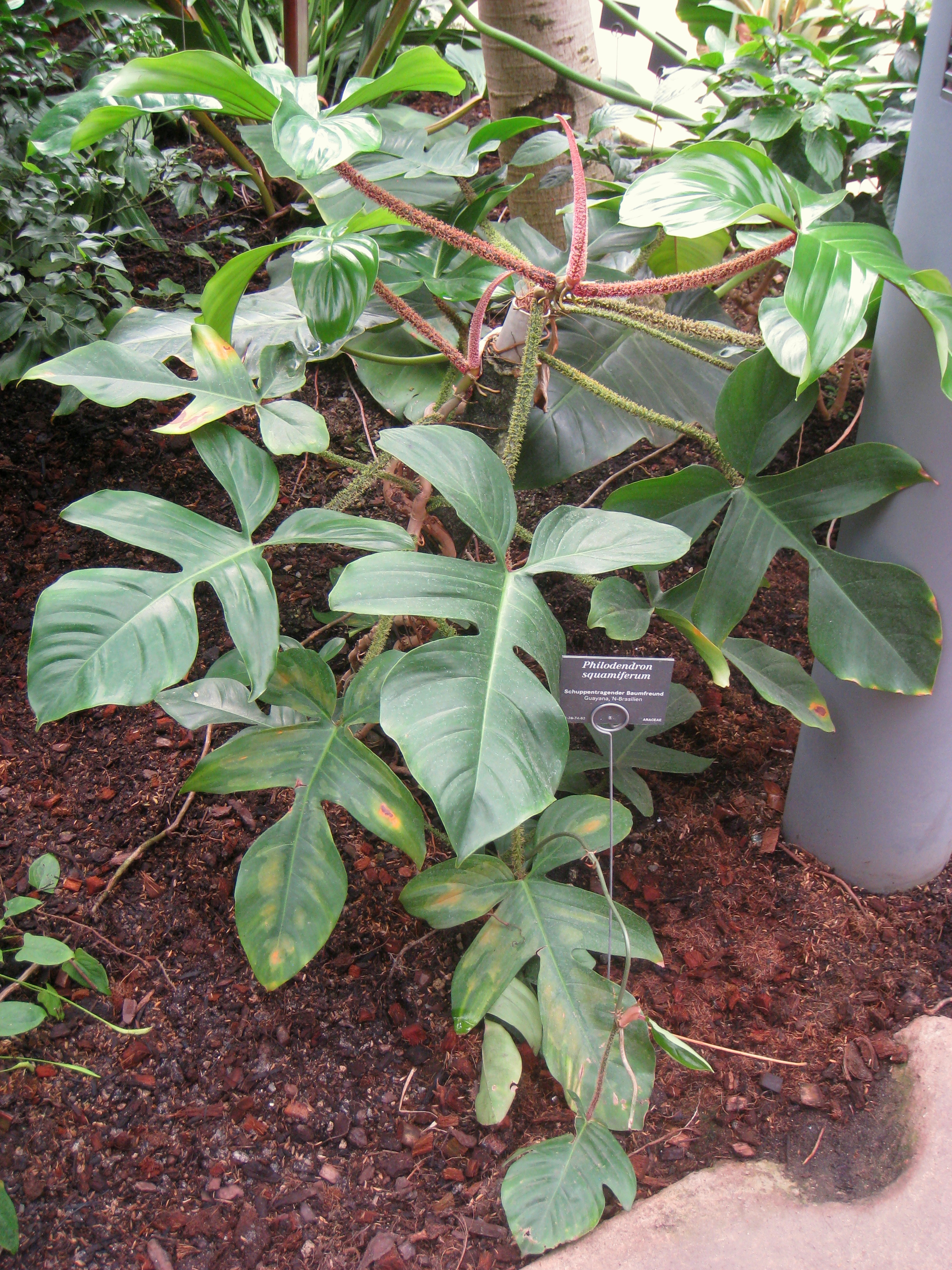
Zajímavě tvarované listy Philodendron squamiferum
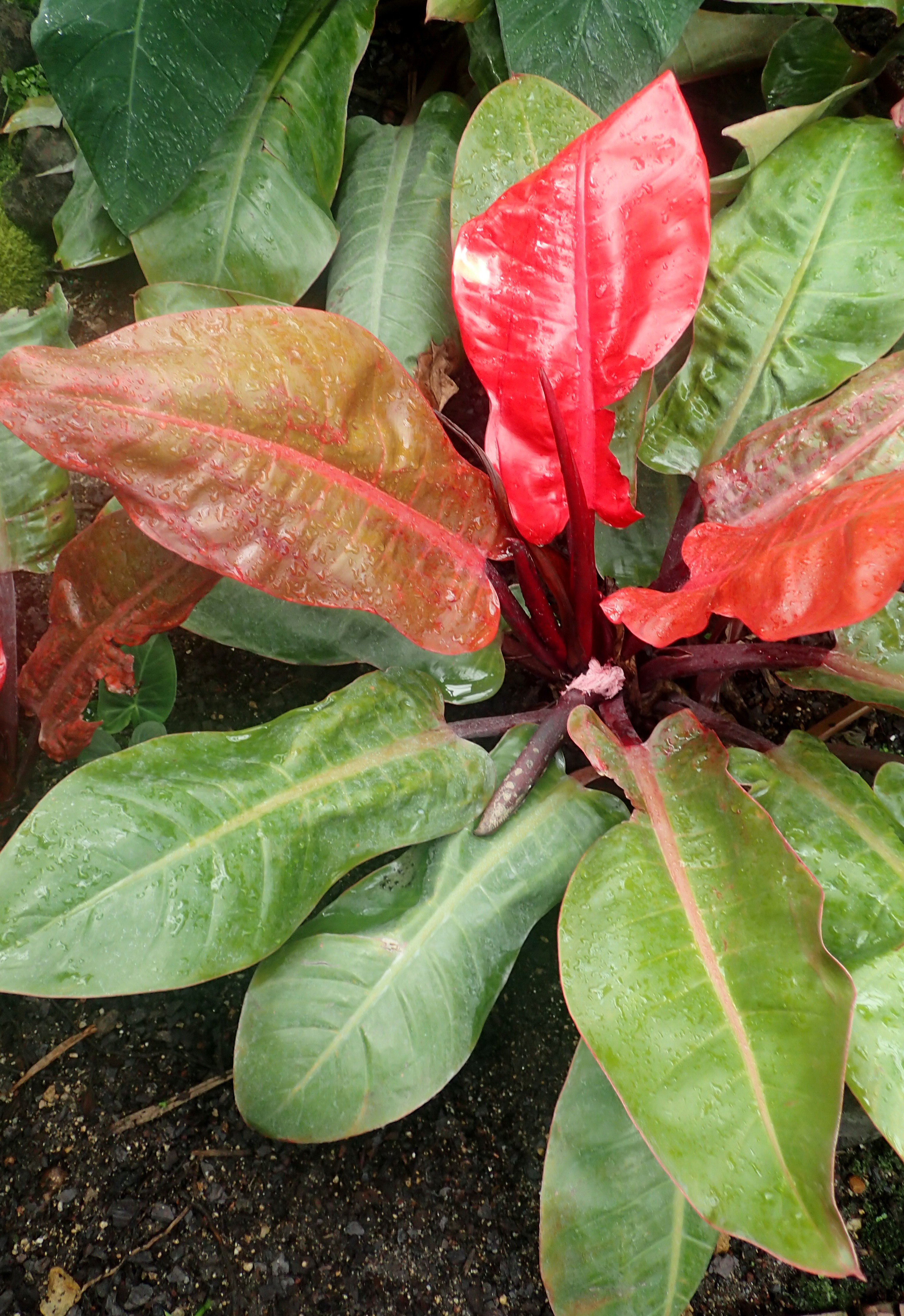
Kultivar 'Maidaianum' se zářivě červenými mladými listy
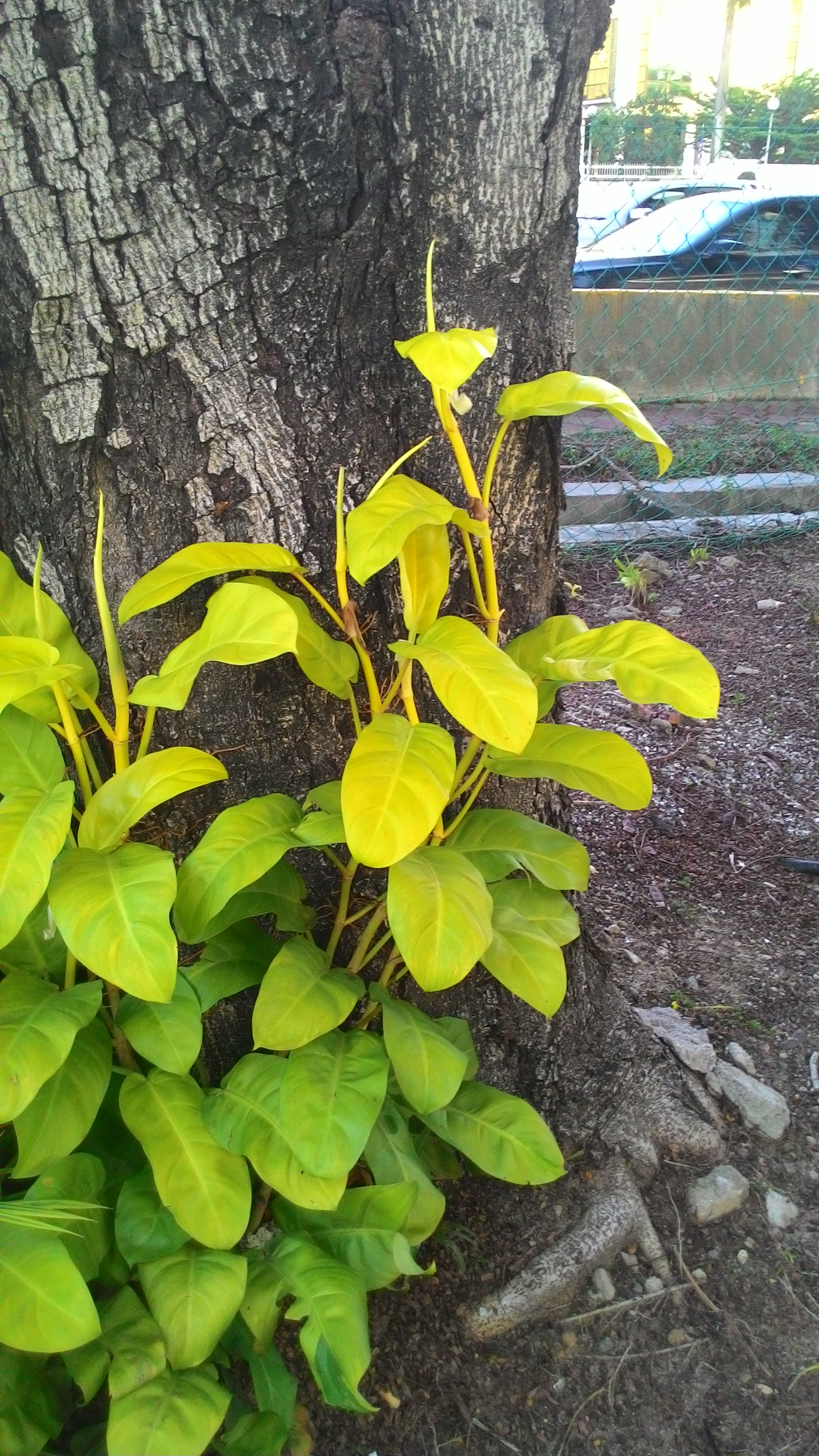
Philodendron erubescens 'Gold'